# おいでん祭 (中津川市)
おいでん祭（おいでんさい）とは岐阜県中津川市で毎年8月12日・13日に行われる夏祭りである。

## 概要
昭和40年代より、従来から開催されていた花火大会を発展させる形で「中津川夏まつり」が開始されていたが、その後の市町村合併により中津川市民となった人々も含む全市民に参加してもらうのを目的として、1987年（昭和62年）に市制35周年を迎えたのを機に、旧苗木藩主遠山家（現在の中津川市苗木地区）で発見された絵図に描かれていた踊りを基に「風流おどり」（中世芸能の風流踊とは異なる）を再現し夏まつりに組み入れ、市民の一般公募により「おいでん祭」という名前となった。
2011年（平成23年）には、福島第一原子力発電所事故により被害を受けた福島県双葉郡大熊町の小学生が招待された。

## 開催日時・場所
- 8月12日 - 納涼花火大会（岐阜県中津川市駒場桃山中津川下流）
- 8月13日 - 本まつり（中津川駅前通り）
  - ふるさと芸能（太鼓響演、楷梯操法[3]、風流おどり）、みこし練り歩き